# Fissidens hadii
Fissidens hadii là một loài Rêu trong họ Fissidentaceae. Loài này được Banu-Fattah mô tả khoa học đầu tiên năm 1995.